# Quercus coccinea
Quercus coccinea o roble escarlata es una especie de árbol perteneciente a la familia de las fagáceas oriundo del Centro y Este de América del Norte. El roble escarlata puede confundirse con el roble palustre americano, el roble blanco americano, u, ocasionalmente, el roble boreal americano. El roble palustre americano, sin embargo, es identificado correctamente como Quercus palustris. En el roble escarlata los senos entre los lóbulos tienen forma de "C" en comparación con el roble palustre americano (Q. palustris), que tiene senos en forma de "U" y los frutos son más pequeños, de 1,2 cm sólo y globulares en lugar de aovadas.  Está clasificada en la Sección Lobatae; del roble rojo de América del Norte, Centroamérica y el norte de América del Sur que tienen los estilos largos, las bellotas maduran en 18 meses y tienen un sabor muy amargo.  Las hojas suelen tener lóbulos con las puntas afiladas, con  cerdas o con púas en el lóbulo.

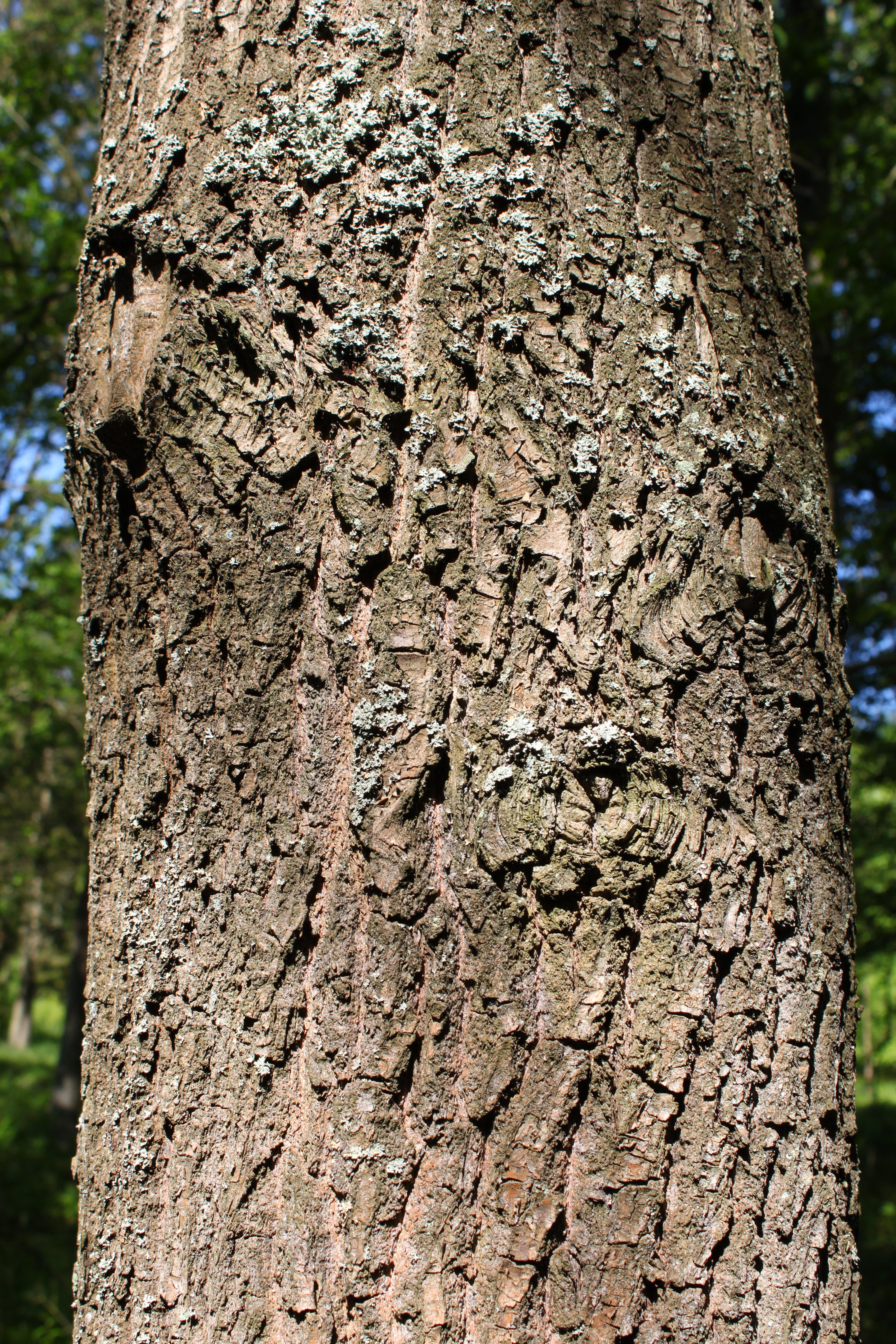
Corteza

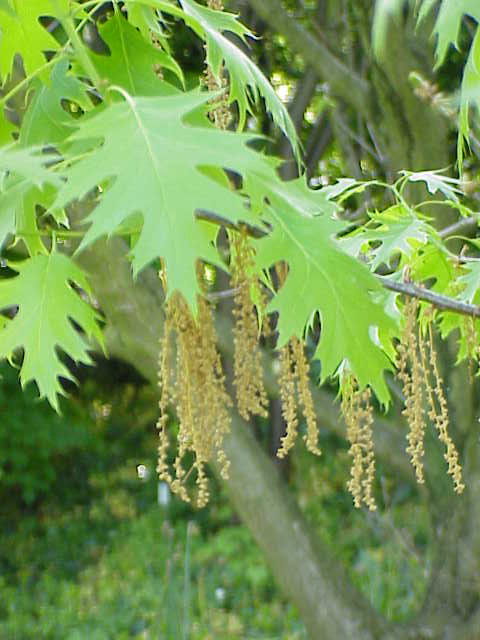
Hojas en primavera.

## Distribución
El roble escarlata es originario del Este de los Estados Unidos, desde Maine meridional hacia el Oeste de Oklahoma, y hacia el sur hasta Alabama meridional. Es también originaria del extremo sur de Ontario, Canadá. Prefiere los suelos secos, arenosos, normalmente ácidos.

## Descripción
Es un árbol de hoja caduca de tamaño medio a grande, pues crece hasta 20-30 m de alto con una copa abierta y redondeada. Las hojas son de un verde brillante, 7-17 cm de largo y 8-13 cm de ancho, lobuladas, con siete lóbulos, y hondos senos entre los lóbulos. Cada lóbulo tiene 3-7 dientes. La hoja no tiene pelo, a diferencia de su pariente el roble palustre americano. 

## Usos
El roble escarlata a menudo se planta como un árbol ornamental, popular por su brillante rojo en otoño. La madera generalmente se vende como roble boreal rojo americano, pero es de inferior calidad, algo más débil y no forma un árbol tan grande.

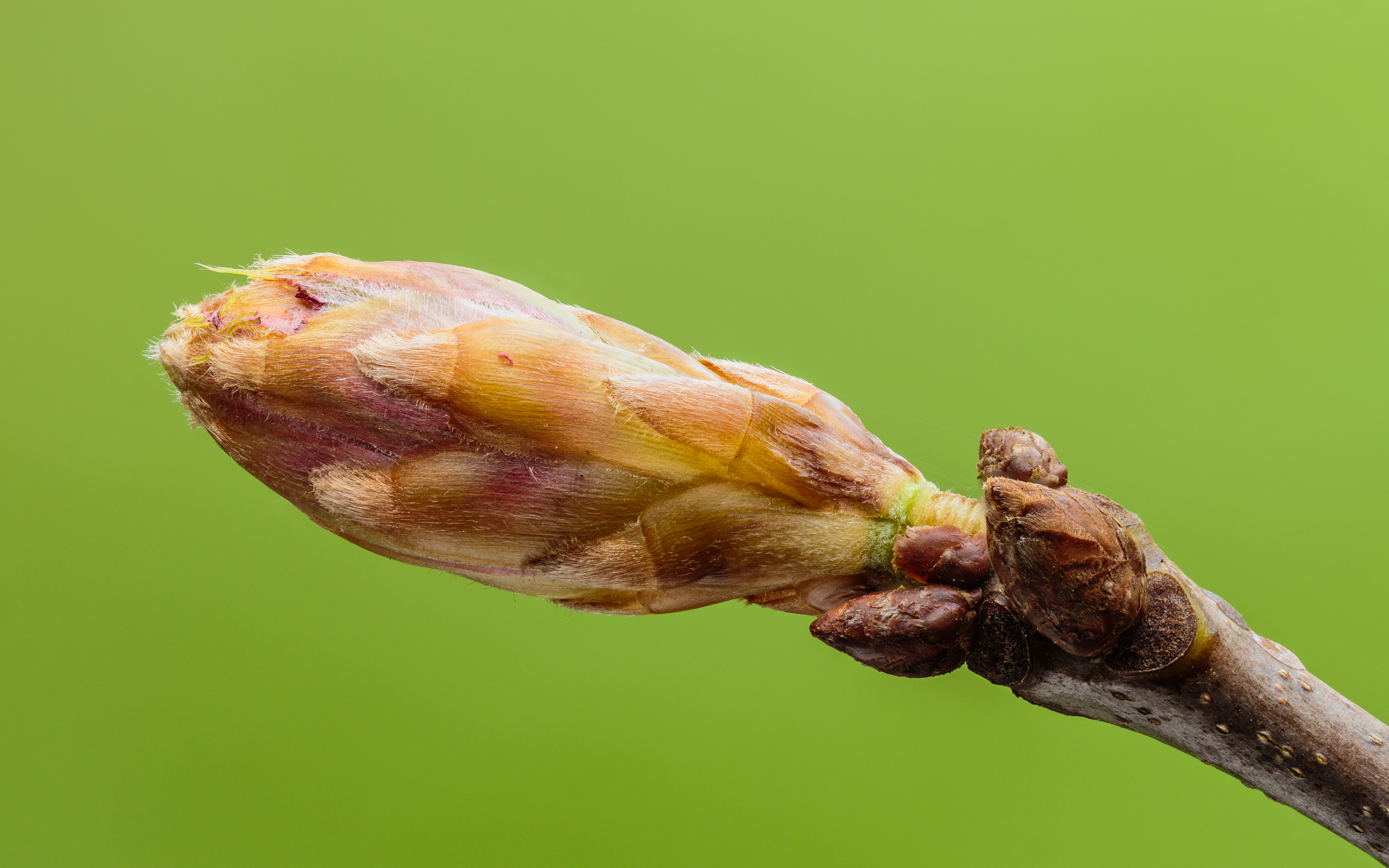
Brote de hoja en desarrollo.

## Taxonomía
Quercus coccinea fue descrita por  Otto von Münchhausen    y publicado en Der Hausvater 5(1): 254. 1770.
Etimología
Quercus: nombre genérico del latín que designaba igualmente al roble y a la encina.
coccinea: epíteto latín que significa "de color escarlata".
Sinonimia
- Quercus acuta Raf.
- Quercus palustris Regel ex A.DC.
- Quercus rubra var. coccinea (Münchh.) Aiton[4][5]